# فيلامانيسكلي
بلدية فيلامانيسكلي (بالإسبانية: Vilamaniscle) هي بلدية تقع في مقاطعة جرندة التابعة لمنطقة كتالونيا شمال شرق إسبانيا.

## الديموغرافيا
بلغ عدد سكان بلدية فيلامانيسكلي 171 نسمة عام 2011 (وفقاً للمعهد الوطني الإسباني للإحصاء).
| 128 | 120 | 140 | 168 | 172 | 169 | 171 |